# Dibor oxide
Dibor oxide, hay dibor monoxide là một hợp chất vô cơ của bor thuộc loại oxide, có công thức hóa học B2O. Hợp chất này tồn tại dưới dạng chất rắn màu đỏ nâu không ổn định.

## Điều chế và tính chất
Hợp chất này được điều chế bằng cách khử dibor trioxide (B2O3) với bor hoặc lithi, hoặc bằng cách oxy hóa bor bằng KClO3 ở nhiệt độ 1.200–1.800 °C (2.190–3.270 °F; 1.470–2.070 K) dưới áp suất 50–75 kbar. Hợp chất này chỉ ổn định ở áp suất cao. Ở điều kiện thông thường, dibor oxide là một hợp chất không ổn định.

## Cấu trúc
Có một số nghiên cứu cho rằng dibor oxide có cấu trúc phân tử giống như kim cương và than chì. Các thông số mạng tinh thể a = 7,98, c = 9,09 Å, Z = 18.